# Khara-Khoto

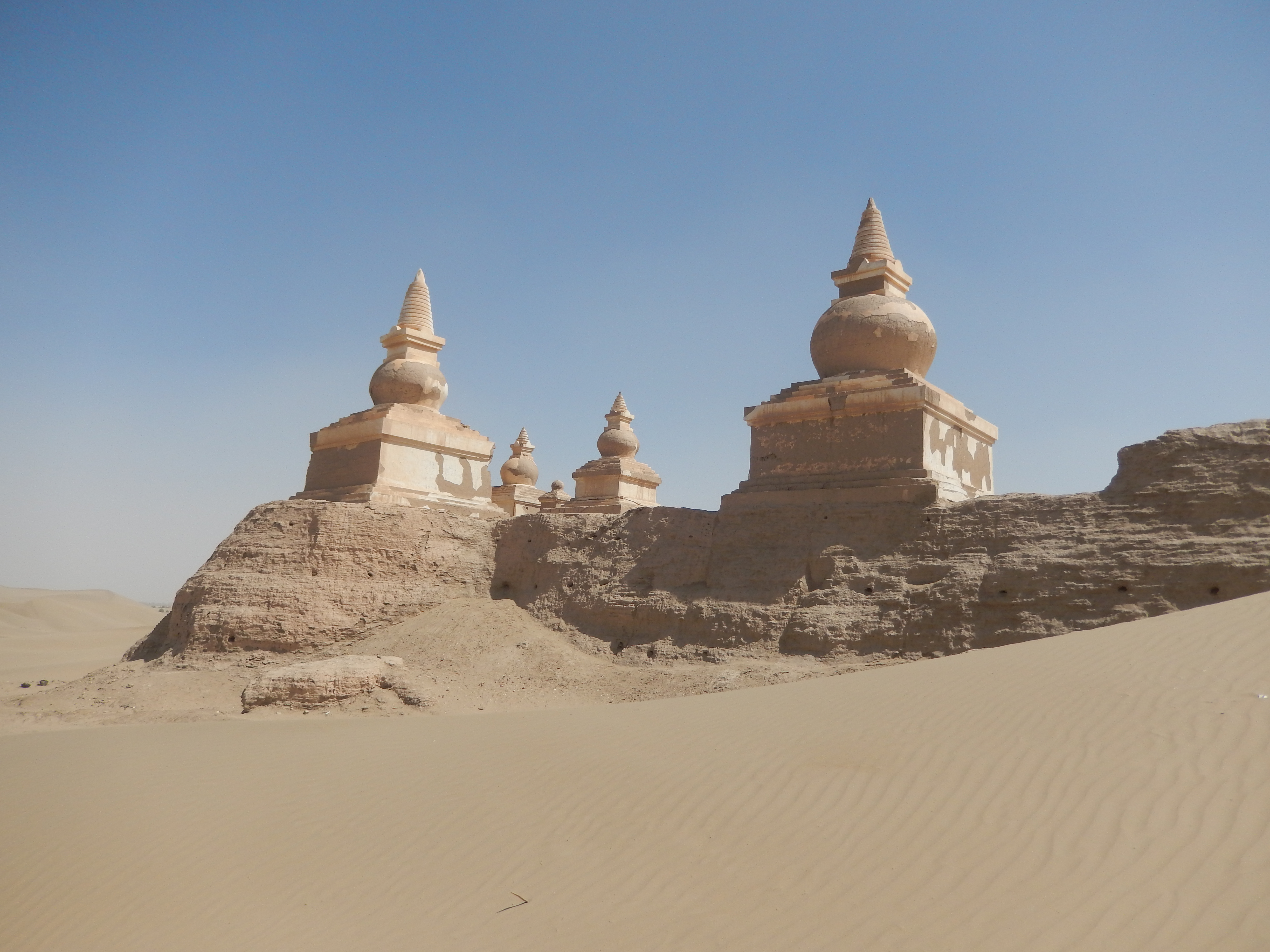
La ciudad abandonada de Khara-Khoto

Khara-Khoto (Ciudad Negra en idioma mongol), también conocida como Eji Nai (idioma tangut, transcrito al chino como 亦集乃?, YijinaiP), fue una ciudad tangut en la región de Ejin que se encuentra en la prefectura de Alxa, en la parte occidental de Mongolia Interior, cerca del antiguo lago Gashun. Se ha identificado como la ciudad de Etzina o Edzina, que aparece en Los viajes de Marco Polo.

## Historia
La ciudad fue fundada en 1032 y se convirtió en un próspero centro del Imperio tangut en el siglo XI. Hay restos de murallas de 9,1 metros de altura y muros exteriores de 3,7 m de espesor. Los muros exteriores miden 421 m de este a oeste y 374 m de norte a sur.
La fortaleza amurallada fue tomada por primera vez por Genghis Khan en 1226, pero a diferencia de lo que se piensa, la ciudad continuó prosperando bajo el señorío mongol. Durante el reinado de Kublai Khan, la ciudad se amplió, llegando a un tamaño tres veces mayor que durante el Imperio tangut. Togoontemur Khan concentró su preparación para la reconquista de China en Khara-Khoto. La ciudad se encuentra en el cruce de caminos de Karakorum, Xanadú y Kumul.
En Los viajes de Marco Polo, Marco Polo describe una visita a una ciudad llamada Etzina o Edzina, que se ha identificado con Khara-Khoto.

Al salir de la ciudad de Campichu andas durante doce días, y luego llegas a una ciudad llamada Etzina, que esta hacia el norte, al borde del desierto de arena, y que pertenece a la provincia de Tangut. Las personas son idólatras y tienen un montón de camellos y ganado, y en el país se produce un número enorme de buenos halcones, ambos Sakers y Lanners. Los habitantes viven de sus cultivos y su ganado, ya que no tienen comercio. En esta ciudad se debe preparar para las necesidades de víveres durante cuarenta días, porque al salir de Etzina, se entra en un desierto que se extiende a cuarenta días de viaje hacia el norte, y en el que te encuentras sin vivienda ni lugar de aprovisionamiento.
Marco Polo, Los viajes de Marco Polo, traducido por Henry Yule, 1920 

Según una leyenda local de la población Torghut, en 1372 un general mongol llamado Khara Bator ( en Mongol: Héroe Negro) estaba rodeado por los ejércitos de la dinastía Ming de China. Estos habían desviado el Río Ejin, la fuente de agua de la ciudad que fluía a las afueras de la fortaleza, dejando a Khara-Khoto sin agua para sus jardines y pozos. A medida que pasaba el tiempo y Khara Bator se daba cuenta de su destino, él asesinó a su familia y luego se suicidó. Después de su suicidio, los soldados de Khara Bator esperaron dentro de la fortaleza hasta que el ejército de los Ming finalmente atacó y mató a los habitantes restantes. Otra versión de la leyenda sostiene que Khara Bator abrió una brecha en la esquina noroeste de la muralla de la ciudad y escapó a través de ella. Los restos de la ciudad tiene efectivamente una brecha por la que un jinete puede pasar.
Después de la derrota, y, además, posiblemente por la falta de agua, la ciudad fue abandonada y dejada en ruinas.

## Exploración

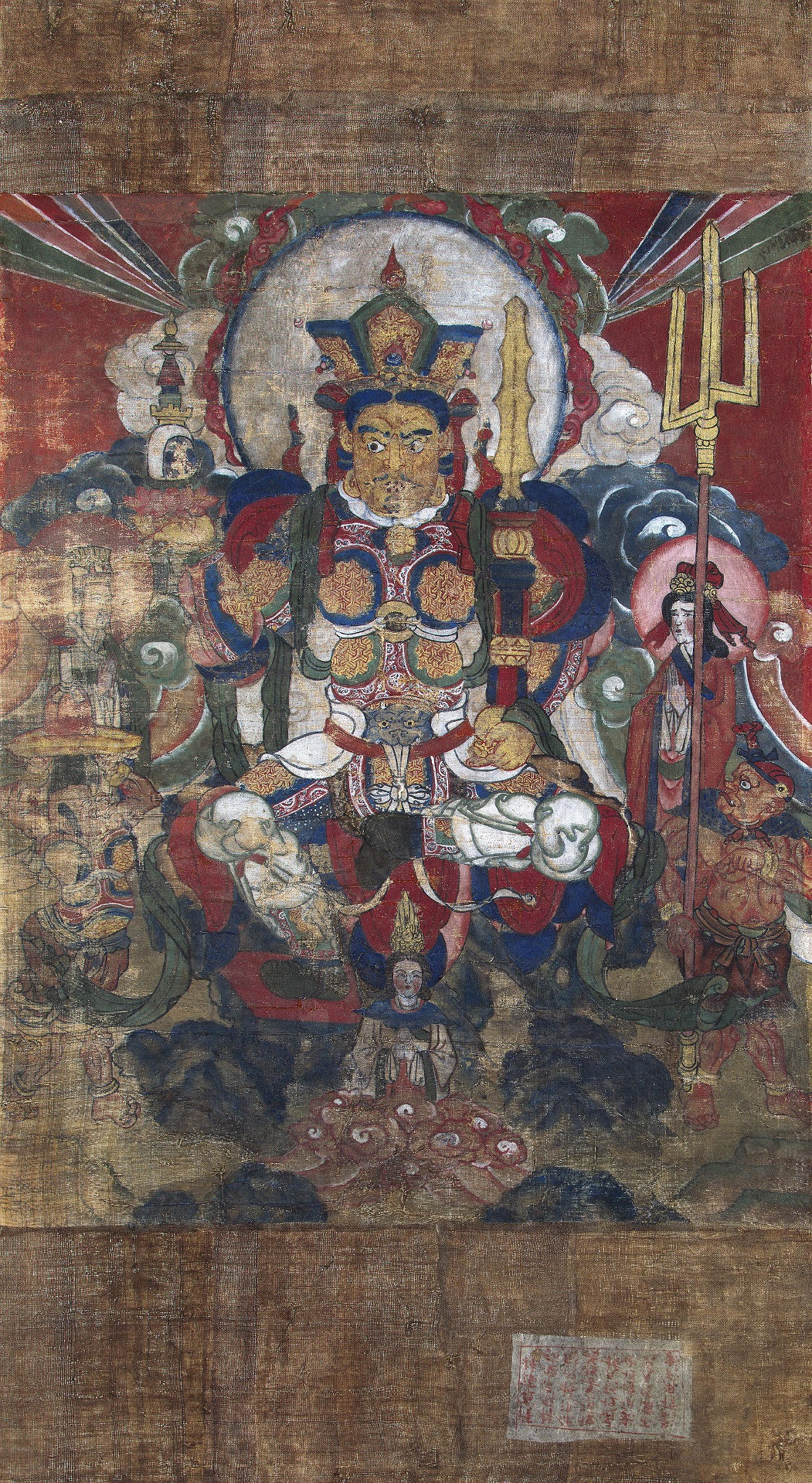
Una pintura de Vaisravana de Khara-Khoto, ahora situado en el Museo del Hermitage de San Petersburgo, Rusia.

Los Exploradores rusos Grigori Potanin y Vladimir Obruchev habían oído rumores de que en algún lugar aguas abajo del río Ejin una antigua ciudad estaba esperando. Este conocimiento dio impulso al Instituto de Estudios Orientales de la Academia de Ciencias de Rusia, para lanzar una nueva expedición al Asia Central bajo el mando de Piotr Kozlov.
En 1908, durante la expedición de Mongolia y Sichuan de 1907-1909, Kozlov hizo el descubrimiento histórico de Khara-Khoto. Con una cena y un regalo de un gramófono a un señor local torghut Beile Dashi, Kozlov obtuvo un permiso para excavar en el sitio, llegando el 1 de mayo de 1908 a las ruinas de Khara-Khoto. Más de 2.000 libros, pergaminos y manuscritos en la lengua tangut fueron descubiertos. Kozlov inicialmente envió diez cajas de manuscritos y objetos budistas a San Petersburgo, volviendo nuevamente en mayo de 1909 para más objetos. Los libros y grabados en madera fueron encontrados en junio, mientras se llevaba a cabo la excavación de una estupa fuera de los muros de la ciudad a unos 400 m (1.300 pies) hacia el oeste.
Sir Marc Aurel Stein excavó Khara-Khoto durante su tercera expedición a Asia Central en 1917. Los hallazgos de esta investigación fueron incorporados en el capítulo 13 del primer volumen de Stein de Asia íntima.
Langdon Warner visitó Khara-Khoto en 1925.

## Manuscritos cristianos de Khara-Khoto
El cristianismo siríaco oriental llegó a la región tangut al menos durante la dinastía Tang (618–907), que fue antes de la época del Imperio tangut (1038–1227). La Iglesia floreció bajo el dominio mongol y a finales del siglo XIII se creó una provincia metropolitana que lleva el nombre de Tangut. En Khara-Khoto se descubrió una gran cantidad de manuscritos cristianos, entre los cuales, varios fueron descubiertos por Piotr Kozlov durante su expedición de Mongolia y Sichuan de 1907–1909; varios fueron sacados a la luz por Marc Aurel Stein durante su tercera expedición de Asia Central en 1914; y unos 3000 manuscritos fueron encontrados por un equipo de investigación arqueológica de Mongolia Interior entre 1983 y 1984. Los idiomas utilizados en estos documentos incluyen árabe, mongol, persa, sánscrito, siríaco, tangut, tibetano, uigur, turco antiguo y otros idiomas turcos. 228 de los 3000 manuscritos fueron estudiados por investigadores japoneses y chinos. Shinichi Muto estudió en detalle una pieza siríaca (H 101) y le hizo un análisis de contenido.